# Ely Pouget
Elizabeth 'Ely' Pouget (New Jersey, 30 augustus 1961) is een Amerikaanse actrice en voormalig model.

## Biografie
Pouget studeerde af aan de Rutgers-universiteit in haar geboortestaat New Jersey. Zij begon haar carrière als model. Pouget is getrouwd en heeft uit dit huwelijk in 1999 een tweeling (dochters) gekregen. 
Pouget begon in 1985 met acteren in de televisieserie Miami Vice, hierna heeft zij nog meerdere rollen gespeeld in televisieseries en films.

## Filmografie

### Films
- 2015 The3Tails Movie: A Mermaid Adventure - als moeder van Jackie
- 2008 Faded Memories – als Maggie May
- 2002 Outpatient – als Francis Monk
- 1997 Total Reality – als Cathy Easton
- 1996 Lawnmower Man 2: Beyond Cyberspace – als dr. Cori Platt
- 1995 Red Shoe Diaries 5: Weekend Pass – als Jane Chandler
- 1995 Tall, Dark and Deadly – als Toni Compton
- 1994 Death Machine – als Hayden Cale
- 1993 Silent Victim – als Lauren McKinley
- 1991 Curly Sue – als Dinah Tompkins
- 1990 The Rift – als Ana Rivera
- 1990 Cool Blue – als Christiane
- 1989 L.A. Takedown – als Lillian Hanna
- 1989 Shannon's Deal – als Gwen
- 1988 Tequila Sunrise – als Barbara
- 1988 The Wrong Guys – als Nicole
- 1986 No Mercy – als Julia Fischer

### Televisieseries
Uitgezonderd eenmalige gastrollen.
- 2018 General Hospital - als Jeanette Marino - 3 afl.
- 2011-2012 The Mentalist – als Teri Maier – 2 afl.
- 2009 The Young and the Restless – als dr. Laura Braun – 3 afl.
- 1995 Murder, She Wrote – als Vicki Lawson – 2 afl.
- 1994 Walker, Texas Ranger – als Rhonda Guthrie – 17 afl.
- 1994 The Adventures of Brisco County Jr. – als Jennifer Hart – 2 afl.
- 1992 Reasonable Doubts – als Charlotte – 2 afl.
- 1992 Red Shoe Diaries – als soldate Jane Chandler – 9 afl.
- 1991 Dark Shadows – als Maggie Evans – 10 afl.
- 1988-1989 Friday the 13th – als Leslie Reins – 9 afl.

- Biblioteca Nacional de España: XX1166934
- Bibliothèque nationale de France: cb14217186s (data)
- International Standard Name Identifier: 0000 0001 1934 3757
- Library of Congress Control Number: no00026413
- Système universitaire de documentation: 147473039
- Virtual International Authority File: 49434848
- WorldCat: E39PBJvd8QXXDv8VbMyjjjdbBP